# Ильин, Иван Степанович
Ива́н Степа́нович Ильи́н (1918 — 1988) — советский дипломат. Чрезвычайный и полномочный посол. Участник Великой Отечественной войны.

## Биография
На дипломатической работе с 1953 года.
- В 1953—1954 годах — сотрудник консульства СССР в Варне (Болгария).
- В 1954—1959 годах — сотрудник посольства СССР в Румынии.
- В 1959—1961 годах — сотрудник центрального аппарата МИД СССР.
- В 1961—1963 годах — слушатель ВДШ МИД СССР.
- В 1963—1965 годах — советник посольства СССР в Болгарии.
- В 1965—1967 годах — на ответственной работе в центральном аппарате МИД СССР.
- В 1967—1971 годах — советник-посланник посольства СССР в Румынии.
- В 1971—1975 годах — на ответственной работе в центральном аппарате МИД СССР.
- С 13 апреля 1975 по 8 апреля 1979 года — чрезвычайный и полномочный посол СССР в Бенине[2].

С 1979 года — в отставке.
Скончался в 1988 году на 71 году жизни.